# Aleksandr Dughin
Aleksandr Gelievici Dughin (rusă: Александр Гельевич Дугин) (n. 7 ianuarie 1962) este un geopolitician, filosof, sociolog și politician rus. Este cunoscut pentru vederile sale considerate fasciste și a avut legături strânse cu Kremlinul și armata rusă. De asemenea, este președintele Partidului Eurasiatic - mișcare ce pledează pentru edificarea unui suprastat eurasiatic capabil să se opună hegemoniei americane. A scris mai multe cărți de geopolitică, printre care și Bazele geopoliticii (1997). Conceptual, Dughin caută să îmbine tradiția geopoliticii clasice germane cu cea a gândirii panslaviste, precum și cu mistica teosofică rusească.

## Viața și activitatea politică
Dughin provine dintr-o familie de militari. Tatăl său a ocupat un post înalt în serviciul de informații al armatei sovietice; mama sa este medic. În 1979, Dughin a intrat la Institutul de Aviație din Moscova. Tatăl său l-a ajutat în obținerea unui loc de muncă în arhivele KGB-ului, unde, într-un final, el a găsit ceea ce-l interesa cu adevarat - lucrări interzise publicului larg din URSS, aceste scrieri abordând teme precum fascismul, eurasianismul, misticismul, metafizica, ocultismul și diversele religii ale lumii. De asemenea, a ajuns să intre în legătură și cu cercul Yuzhinsky, un grup de disidenți anticomuniști în frunte cu Yuri Mamleev ce se caracterizau prin simpatii față de nazism și practica ocultismului. În cadrul acestui grup, Dughin și-ar fi luat numele de Hans Sievers, o referire la Wolfram Sievers (1905-1948), cercetător în domeniul paranormalului. Cercul s-a desființat spre finalul anilor 80' din cauza presiunilor KGB.
Dughin a lucrat ca jurnalist, înainte de a se fi implicat în politică, cu puțin timp înaintea căderii comunismului. În 1988, el și prietenul său Geydar Dzhemal, s-au alăturat grupului naționalist Pamyat. Când Uniunea Sovietică s-a prăbușit, Dughin a ajutat la scrierea programului politic pentru proaspătul reînființat Partid Comunist din Federația Rusă, sub conducerea lui Ghennadi Ziuganov, realizând un document ce avea o tonalitate mai mult naționalistă, decât marxistă.
Dughin a început să-și publice propriul său jurnal, Elementî, unde inițial l-a elogiat pe franco-belgianul Jean-François Thiriart, susținător al „Europei de la Dublin până la Vladivostok”. Jurnalul său glorifică constant atât țarismul, cât și stalinismul, relevând admirația lui Dughin pentru personaje precum Julius Evola sau Heinrich Himmler. De asemenea, el a colaborat și cu revista săptămânală „Den” (Ziua). 
În anul 1993, Dughin și Eduard Limonov au fondat Partidului Național Bolșevic, după ce Dughin l-a convins pe Limonov să intre în politică. Ulterior, aceștia s-au separat în anul 1998, iar Dughin a părăsit partidul. După ruperea de Limonov, Dughin a devenit apropiat de Evgheni Primakov și mai târziu de Vladimir Putin.
În anul 2002, Dughin a fondat Partidul Eurasia. De asemeena, în anul 2006, o parte dintre membrii linei dure naționaliste din Partidul Național Bolșevic al lui Limonov au fost susținuți de către Dughin să formeze o nouă organizație politică inspirată din ideile sale, Frontul Național Bolșevic.
Din septembrie 2008, Dughin a devenit profesor de sociologie la Universitatea de Stat din Moscova, cât și directorul Centrului pentru Studii Conservatoare din cadrul aceleași universități.  Cu toate acestea, în anul 2014, Dughin a fost nevoit să se retragă de la catedră din cauza unei petiții semnată de peste 10.000 de oameni scandalizați de un interviu legat de victimele masacrelor din Odessa. În prezent locuiește la Moscova. Este căsatorit cu Natalia Melentiev - doctor de filosofie și scriitoare. A avut doi copii: Arthur și Daria, aceasta din urmă fiind victima unui atentat din 20 august 2022.

## Eurasia
În 2002 Dughin a fondat Partidul Eurasia, numit mai târziu Mișcarea Internațională Eurasiatică. În teoriile sale se remarcă influența unor gânditori precum René Guénon, Halford John Mackinder și Carl Schmitt. Potrivit acestora, în istoria lumii se desfășoară o continuă luptă între Pământ (tradiție, religie, colectivism) și Mare (progres, ateism, individualism).
Dughin a criticat implicarea Euro-Atlantică în alegerile prezidențiale din Ucraina. În 2005 a anunțat crearea unui front de tineri anti-Orange pentru a lupta împotriva amenințărilor similare din Rusia. În 2007 i s-a interzis să intre în Ucraina pentru o perioadă de 5 ani.

## Viziuni politice
Sursele de inspirație care l-au influențat pe Dughin în plan filosofic au fost, în primul rând, operele gânditorilor revoluționari de orientare conservatoare din Europa (Julius Evola, Ernst Niekisch, Carl Schmitt, Mircea Eliade), în mod special cele ale Școlii Tradiționaliste. În ultimii ani el s-a apropiat de filozofia lui Martin Heidegger. Dughin combină conservatorismul rusesc tradițional și eurasianismul clasic rus cu ideile europene de factură revoluționar-conservatoare și cele spirituale dezvoltate de Școala Tradiționalistă. Ideatic, Dughin este legat cu cercurile tradiționaliste și revoluționar-conservatoare din Europa, îndeosebi de cele din Franța, Spania și Italia. Este prieten apropiat cu Alain de Benoist - filosof francez și liderul al mișcării intelectuale Nouvelle Droite. Dughin se opune ideilor globalismului si liberalismului, atacând vehement ideile care stau la baza lumii moderne. În domeniul filozofic și politic el pledează pentru creșterea rolului religiilor tradiționale în societate și pentru respectarea setului de valori tradiționale. Dughin este un partizan al drepturilor națiunilor în defavoarea drepturilor omului.
Dughin este inițiatorul național-bolșevismului și a conceptului de A Patra Teorie Politică, o sinteză între marxism și fascism, la care se adaugă concepte din gândirea școlilor conservatoare și tradiționaliste din Europa secolului XX.
În domeniul geopoliticii pledează pentru crearea unui bloc eurasiatic, care să poată înlătura hegemonia Americii în lume, creându-se astfel condițiile pentru dezvoltarea și afirmarea unei lumi multipolare. Conform lui Dughin, acest bloc, trebuie să se formeze în jurul Rusiei, cu participarea țărilor europene și a Iranului. Principalele lui idei geopolitice sunt prezentate pe larg în opera sa fundamentală „Bazele geopoliticii”.

## Lucrări
- Четвертая политическая теория ("A patra teorie politică", ed. Amfora, 2009)
- Поп-культура и знаки времени ("Semne de cultură pop și de timp", ed. Amfora, 2005)
- Абсолютная Родина ("Patria absolută", ed. Arktogheia-țentr, 1999)
- Тамплиеры пролетариата: национал-большевизм и инициация ("Templierii proletariatului: bolșevismul național și inițierea", ed. Arktogeia, 1997)
- Основы геополитики: геополитическое будущее россии ("Bazele geopoliticii: viitorul geopolitic al Rusiei", ed. Arktogeia, 1997)
- Метафизика благой вести: Православни езотеризм ("Metafizica Evangheliei: ezoterism ortodox", ed. Arktogeia, 1996)
- Мистерии Евразии ("Misterele Eurasiei", ed. Arktogeia, 1996)
- Консервативная революція ("Revoluția conservatoare", ed. Arktogeia, 1994)